# Tag der Sonne

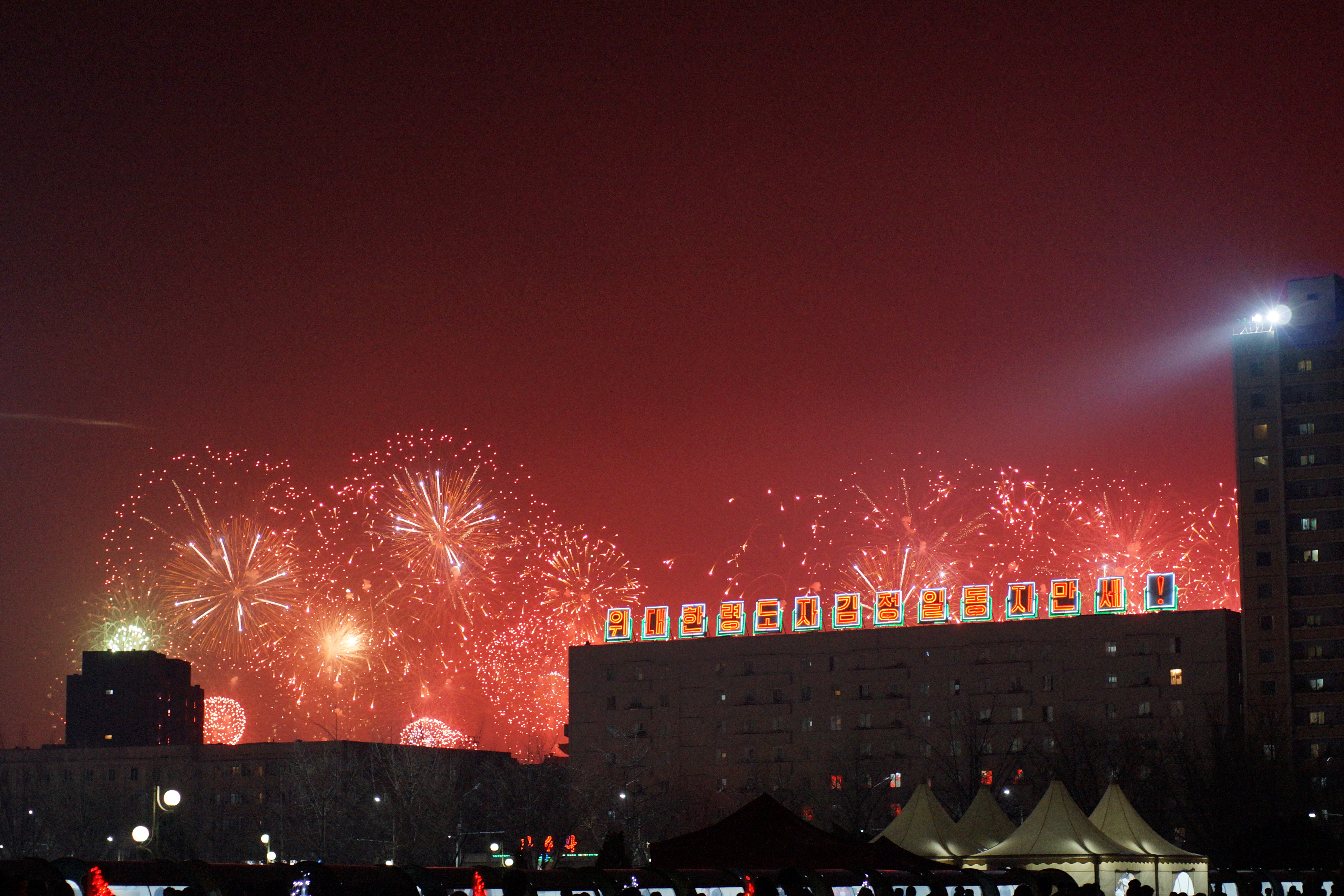
Feuerwerk zum Tag der Sonne

Der Tag der Sonne ist ein nordkoreanischer Nationalfeiertag zum Gedenken an den Geburtstag des 1912 geborenen „Großen Führers“ und „ewigen Präsidenten“ Kim Il-sung. Er findet jährlich am 15. April statt und findet in der Regel seinen Höhepunkt mit einer Militärparade auf dem Kim-Il-sung-Platz. Der Geburtstag seines Nachfolgers Kim Jong-il wird ebenfalls als Nationalfeiertag, als Tag des strahlenden Sterns, zelebriert.

## Namensherkunft
Der ehemalige Machthaber der Demokratischen Volksrepublik Korea Kim Il-sung wurde mit dem Namen Kim Song-chu geboren. In den 1930er Jahren nahm er, wie unter Partisanenkämpfern üblich, einen Kampfnamen an und wurde fortan Kim Il-sung („Die Sonne“) genannt. Für seinen Einsatz für die Unabhängigkeit Koreas vom Japanischen Kaiserreich wird er in Nordkorea als „Sonne der Nation“ und die „Sonne der Chuch’e-Ideologie“ verehrt.

## Geschichte

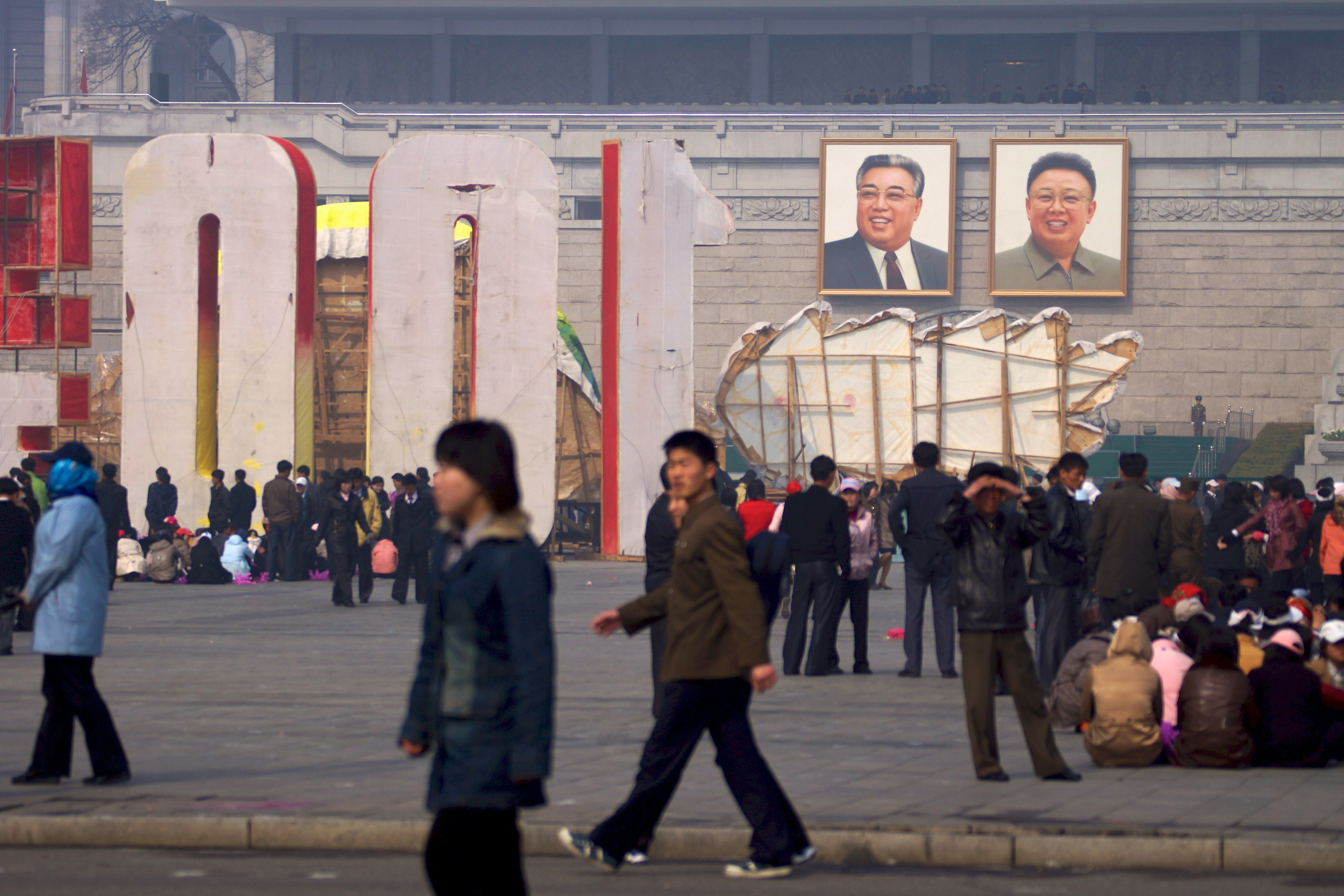
Vorbereitungen zum 100. Geburtstag Kim-Il-sungs

Im Rahmen der Feierlichkeiten zum 60. Geburtstag Kim Il-sungs im Jahr 1972 wurden das Großmonument Mansudae eingeweiht sowie das umgestaltete Koreanische Revolutionsmuseum wieder eröffnet.
Der Tag der Sonne im Jahr 2012 fand besondere internationale Aufmerksamkeit. In Nordkorea wurde an diesem Tag der 100. Geburtstag des 1994 gestorbenen Kim Il-sungs gefeiert. Anlässlich der Feierlichkeiten hielt der neue Machtinhaber Kim Jong-un seine erste öffentliche Rede. Außerdem standen die Feierlichkeiten im Schatten eines zwei Tage zuvor gescheiterten Teststarts einer Interkontinentalrakete des Typs Taepodong-2, der international verurteilt wurde. Die seit 1972 am Großmonument Mansudae stehende Einzelstatue Kim Il-sungs wurde zu seinem 100. Geburtstag durch eine Doppelstatue von Kim Il-sung und Kim Jong-il ersetzt und am 14. April 2012 im Rahmen einer feierlichen Zeremonie unter Anwesenheit von etwa 150.000 Menschen eingeweiht.
Alle Schulkinder und Studenten des Landes wurden anlässlich des 100. Geburtstags mit neuen kostenlosen Schuluniformen ausgestattet.
Als sich der Korea-Konflikt im Jahr 2013 verschärfte, gab es internationale Spekulationen darüber, ob Nordkorea den Tag der Sonne zum 101. Geburtstag Kim Il-sungs zum Anlass für einen weiteren Raketentest nehmen könnte. Dieser blieb jedoch aus.